# Georg Hartog Gerson
Georg Hartog Gerson (* 25. August 1788 in Hamburg; † 3. Dezember 1844 ebenda) war ein Militärarzt.

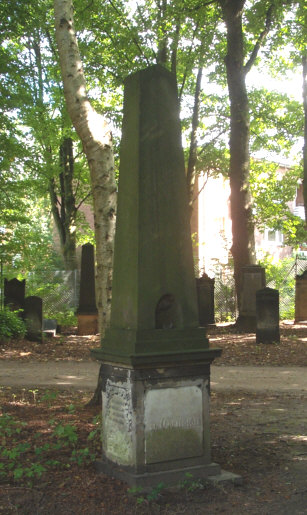
Grabmal Dr. Gerson

## Leben
Gerson stammte aus einer in Hamburg und Altona seit dem 17. Jahrhundert ansässigen Familie von Ärzten. Sein Großvater leitete das jüdische Hospital in Altona, sein Vater, sein Onkel und seine älteren Brüder waren ebenfalls als Ärzte tätig. Seine Eltern waren Hartog Hirsch Gerson († 1801) und dessen Ehefrau Peierle Rahel Dischere.
Nach erster Ausbildung im elterlichen Hause besuchte er das Gymnasium und widmete sich hier den klassischen Sprachen und den Naturwissenschaften, speziell der Botanik. Er studierte in Berlin ab 1805 und Göttingen ab 1809, wo er am 7. April 1810 zum Doktor der Medizin promovierte. 1811 habilitierte er sich in Hamburg und trat anschließend als Hospital Mate in die King’s German Legion (KGL) ein.

### Militärzeit

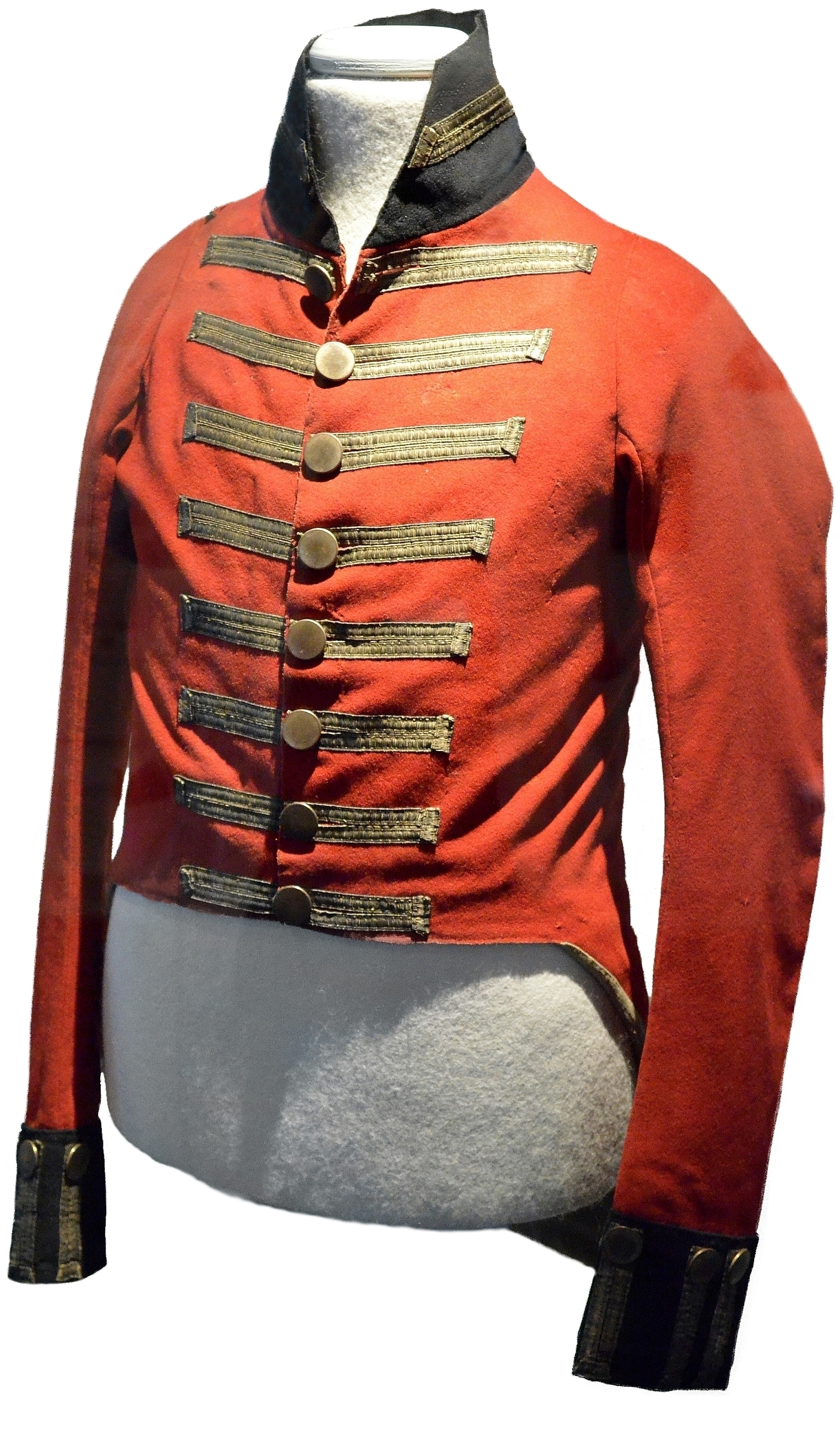
Uniform von Georg Hartog Gerson

Bereits am 12. August 1811 wurde er zur Beförderung zum Assistent Surgeon vorgeschlagen und erhielt diese Kommission am 6. September 1811 für das 5. Linienbataillon der KGL. Er war im Einsatz auf der Pyrenäenhalbinsel, in Südfrankreich, den Niederlanden und in der Schlacht bei Waterloo. Hier wurde der aufopferungsbereite und tatkräftige Einsatz Gersons besonders hervorgehoben:

„Ein seltener Diensteifer beseelte den Assistenz-Wundarzt Gerson dieses fünften Linien-Bataillons, während derselbe während des heißesten Kampfes nicht nur inmitten des Quarrées verblieb und im heftigsten Feuer mit Eifer und Geschick die Verwundeten seines Bataillons verband, sondern auch denen der benachbarten hannoverischen Truppen jede thunliche Hülfe in seiner Kunst leistete. Indem er solchergestalt das Leben manches braven Mannes rettete, wobei er das seinige freiwillig exponirte erregte er mit Recht die Bewunderung jedes Augenzeugen, und der Oberst von Ompteda, als Commandeur der Brigade, drückte seine hohe Anerkennung, kurz vor dem Angriffe, in welchem er blieb, auf die schmeichelhaftigste Weise öffentlich aus. Wenn ungeachtet solcher Thaten diese Anerkennung für Gerson bis jetzt einzig geblieben ist, so wird es ihm doch ein lohnendes Gefühl sein, wahrzunehmen, daß seine edle Hingebung bei den noch lebenden Cameraden nicht in Vergessenheit gerathen ist. Weniger glücklich in Erlangung einer äußeren Auszeichnung als mancher seiner Kunstgenossen, möge dem braven Wundarzt diese Anführung seines aufopfernden Diensteifers zugleich eine Erinnerung an die besagten Cameraden sein.“

Nach der Schlacht wurde Gerson mit der Leitung des Hôpital de la Gendàrmerie in Brüssel betraut.

### Zivile Karriere

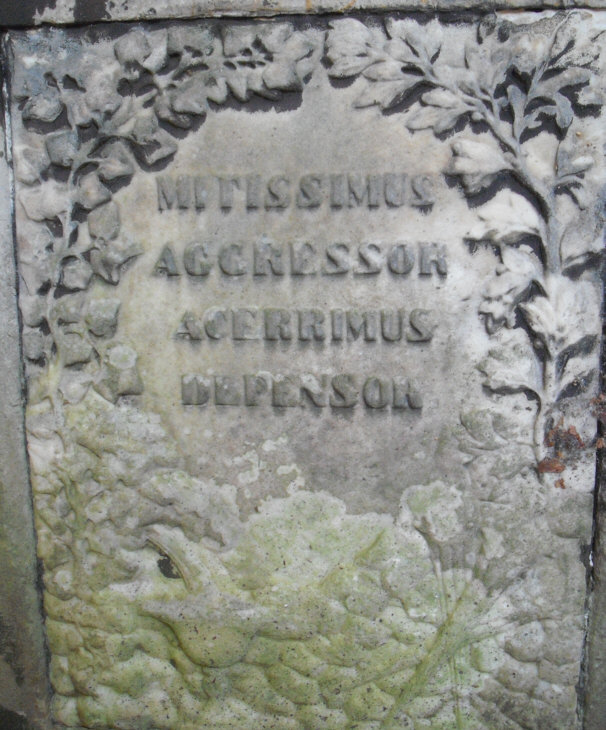
Grabplatte auf dem Denkmal für Dr. Gerson

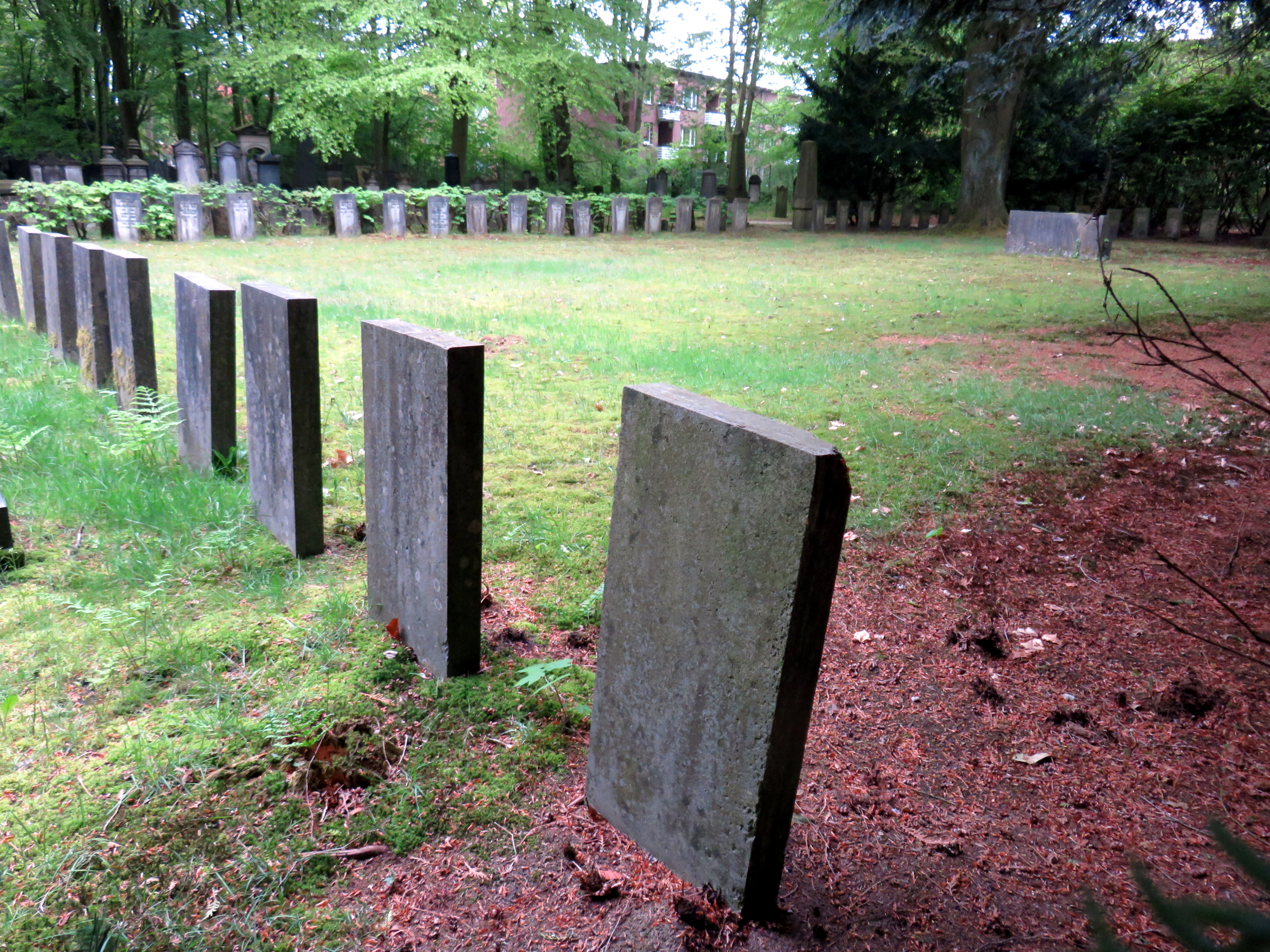
Einheitliche Gedenksteine der Grindel-Ehrenanlage

Nach der Auflösung der King’s German Legion ging er nach Hamburg zurück und widmete sich anfangs vorzugsweise schriftstellerischer Arbeit, aber seine Praxis wuchs bald und er erlangte einen bedeutenden Ruf als Arzt und Chirurg. 1833 wurde er zum Lehrer der Anatomie an der medizinisch-chirurgischen Schule ernannt und arbeitete zeitweilig als erster Chirurg am Allgemeinen Krankenhaus.
1839 erkrankte er an einem chronischen Leiden, das am 3. Dezember 1844 in Hamburg zu seinem plötzlichen Tod führte. Sein Grab war ursprünglich auf dem Jüdischen Friedhof am Grindel. In der Zeit des Nationalsozialismus wurde der Friedhof aufgelöst und die Toten mit den Grabsteinen umgebettet in den Jüdischen Friedhof Ohlsdorf (Ilandkoppel) in Hamburg. Dort ist die Grabsäule noch heute zu finden. Sie trägt auf einer Seite die Inschrift:
Mitissimus Aggressor - Acerrimus Defensor (ein milder Angreifer - ein scharfer Verteidiger)
In der benachbarten Ehrenanlage wird mit einem Gedenkstein an Georg Hartog Gerson erinnert.
Der Uniformrock, den Gerson als Truppenarzt angeblich am 18. Juni 1815 bei der Schlacht bei Waterloo getragen haben soll, befindet sich heute im Museum für Hamburgische Geschichte und ist wohl die einzige noch existierende Arztuniform der englisch-alliierten Truppen aus der Zeit der Napoleonischen Kriege.

### Familie
Er war seit dem 31. Juli 1822 mit Julie Schwabe (1801–1833) verheiratet. Das Paar hatte zwei Kinder:
- Cäsar Hartog (1823–1886), Augenarzt[2] ⚭ 1861 Julia  Jonassohn (* 1831)
- Ida Sara Pauline (1824–1881) ⚭ Moritz Adolf Unna (1813–1888)

## Auszeichnungen
- Waterloo-Medaille (Vereinigtes Königreich)

## Veröffentlichungen
- als Hrsg.: Magazin der ausländischen Litteratur der gesammten Heilkunde. Hamburg 1817–1819 und 1821–1835.
- De forma corneae oculi humani. Dissertation. Göttingen 1810. Digitalisat
- Über den Hospitalbrand nach eigenen, während des spanischen Befreiungskrieges und in Belgien gemachten Erfahrungen. B.G. Hoffmann und Aug. Campe, Hamburg 1817. Digitalisat